# Municipio de Worth (Iowa)
El municipio de Worth (en inglés: Worth Township) es un municipio ubicado en el condado de Boone en el estado estadounidense de Iowa. En el año 2010 tenía una población de 723 habitantes y una densidad poblacional de 10,17 personas por km².

## Geografía
El municipio de Worth se encuentra ubicado en las coordenadas 41°59′55″N 93°51′50″O / 41.99861, -93.86389. Según la Oficina del Censo de los Estados Unidos, el municipio tiene una superficie total de 71.08 km², de la cual 70,6 km² corresponden a tierra firme y (0,68 %) 0,48 km² es agua.

## Demografía
Según el censo de 2010, había 723 personas residiendo en el municipio de Worth. La densidad de población era de 10,17 hab./km². De los 723 habitantes, el municipio de Worth estaba compuesto por el 98,06 % blancos, el 0,83 % eran afroamericanos, el 0,14 % eran amerindios, el 0,14 % eran asiáticos y el 0,83 % eran de una mezcla de razas. Del total de la población el 0,69 % eran hispanos o latinos de cualquier raza.